# Zethus milleri
Zethus milleri är en stekelart som beskrevs av Stange 1997. Zethus milleri ingår i släktet Zethus och familjen Eumenidae. Inga underarter finns listade i Catalogue of Life.